# Haukat SsMK Lahti
Haukat SsMK Lahti – fiński klub motocyklowy z Lahti.

## Historia klubu
W 1928 roku został założony klub motocyklowy w Lahti. W 1954 wystartował w pierwszym sezonie fińskiej ligi żużlowej i zwyciężył je. Sztukę tę udało się powtórzyć rok później, w 1955 i siedmiokrotnie w późniejszych latach, po raz ostatni w 2010. Indywidualne mistrzostwo Finlandii w barwach Jastrzębi zdobywali sześciokrotnie Matti Olin i trzykrotnie Ari Koponen. W klubie istnieją także sekcje wyścigów motokrosowych i enduro.

## Kadra w sezonie 2015
| imię i nazwisko | nar.      |
| --------------- | --------- |
| Kauko Nieminen  | Finlandia |
| Kalle Katajisto | Finlandia |
| Niko Siltaniemi | Finlandia |
| Jiri Nieminen   | Finlandia |
| Ķasts Puodžuks  | Łotwa     |